# توم برايس (ممثل)
توم برايس (بالإنجليزية: Tom Price)‏ هو ممثل بريطاني، ولد في 12 يوليو 1980 في المملكة المتحدة.

## وصلات خارجية
- الموقع الرسمي
- توم برايس على موقع IMDb (الإنجليزية)
- توم برايس على موقع ألو سيني (الفرنسية)
- توم برايس على موقع ميوزك برينز (الإنجليزية)
- توم برايس على موقع أول موفي (الإنجليزية)
- توم برايس على موقع قاعدة بيانات الفيلم (الإنجليزية)
- توم برايس على موقع كينوبويسك (الروسية)